# کویی
کویی (به انگلیسی: Koei) یک شرکت ژاپنی نشر و توسعه‌دهنده بازی‌های ویدئویی است که در سال ۱۹۷۸ تأسیس شد. از معروف‌ترین بازی‌های این شرکت می‌توان به Romance Of The Tree Kingdoms، خاندان قهرمانان و جنگجویان سامورایی اشاره کرد. از ۱ آوریل سال ۲۰۰۹ این شرکت با شرکت تکمو ادغام شد و نام آن را به شرکت هلدینگ کویی تکمو تغییر داد.